# Augustine Island
Augustine Island ist eine Insel vor der Südküste Alaskas im Cook Inlet, etwa 280 Kilometer südwestlich von Anchorage. Die Insel liegt in einer Fortsetzung der Alaska-Halbinsel nach Nordosten hin. Sie wurde vom 1.260 Meter hohen, aktiven Stratovulkan Mount St. Augustine gebildet.
Die Nachbarinsel West Island (59° 23′ N, 153° 33′ W)
liegt etwa 200 Meter vor der Westküste von Augustine.
Augustine Island ist nahezu kreisrund und nimmt etwa 80 km² Landfläche ein; West Island ist 4,6 km² groß. Beide Inseln sind unbewohnt.